# Silviu Feodor
Silviu Feodor (n. 13 august 1973, Carcaliu, România) este un deputat român, ales în 2020. 